# Респект (фильм)
«Респект» (англ. Respect) — канадско-американский биографический драматический фильм режиссёра Лисль Томми, вышедший в 2021 году. Картина основана на жизни известной американской соул-певицы Ареты Франклин.

## В ролях
- Дженнифер Хадсон — Арета Франклин
  - Скай Дакота Тернер — молодая Арета
- Форест Уитакер — Си Эл Франклин
- Марлон Уэйанс — Тед Уайт
- Одра Макдональд — Барбара Франклин
- Мэри Джей Блайдж — Дина Вашингтон
- Марк Марон — Джерри Векслер
- Хизер Хедли — Клара Уорд
- Кимберли Скотт — Мама Франклин
- Хейли Килгор — Кэролин Франклин
- Сейкон Сенгблох — Эрма Франклин
- Альберт Джонс — Кен Каннингем
- Тейт Донован — Джон Хэммонд
- Титусс Бёрджесс — Джеймс Кливленд
- Лодрик Д. Коллинз — Смоки Робинсон
- Келвин Хэр — Сэм Кук

## Производство
На роль Ареты Франклин с самого начала рассматривалась Дженнифер Хадсон. Сама Арета участвовала в создании картины вплоть до своей смерти в августе 2018 года. В январе 2019 на роль режиссёра была утверждена Лисль Томми. Кастинг проводился до октября 2019 года, когда были отобраны последние актеры на основные роли, в том числе Форест Уитакер, Марлон Уэйанс, Одра Макдональд, Мэри Джей Блайдж.
К съёмкам картины приступили в Джорджии в сентябре 2019 года. Съёмочный процесс был закончен 15 февраля 2020 года.
Сын Ареты, Кекалф Каннингэм, призвал всех бойкотировать фильм, поскольку авторы даже не потрудились побеседовать о важных фактах биографии соул-дивы с её семьёй, таким же образом он раскритиковал биографическую книгу о его матери «Королева по соседству». От лица всей семьи он заявил, что родные певицы против выхода фильма. Единственное, что он одобрил, — выбор Дженнифер Хадсон на роль его матери, так как последняя сама хотела этого.
Бывший адвокат Франклин Дэвид Беннетт в ответ на это заявил, что высказывание Кекалфа не совпадает ни с мнением других сыновей певицы, ни с мнением других членов семьи. Также он добавил, что Кекалф хотел за счёт этого получить материальную выгоду.

## Релиз
Премьера фильма в США запланирована на 13 августа 2021 года. Ранее премьера должна была состояться 14 августа 2020 года, но из-за пандемии коронавируса была перенесена на 9 октября, а позже — 25 декабря 2020 года. Премьера состоялась 8 августа 2021 года в Лос-Анджелесе, а 13 августа 2021 года фильм вышел в прокат в кинотеатрах США.  
Показ картины прошёл в рамках кинофестиваля в Локарно.
В российский прокат фильм «Респект» вышел 2 декабря 2021 года.

## Награды и номинации
| Награда | Дата вручения  | Категория                             | Номинанты и получатели                                                          | Результат |
| ------- | -------------- | ------------------------------------- | ------------------------------------------------------------------------------- | --------- |
| Грэмми  | 31 января 2022 | Лучший саундтрек для визуальных медиа | Дженнифер Хадсон                                                                | Ожидается |
| Грэмми  | 31 января 2022 | Лучшая песня для визуальных медиа     | Дженнифер Хадсон, Джейми Хартман и Кэрол Кинг "Here I Am (Singing My Way Home)" | Ожидается |